# Textová kritika
Textová kritika, též textologie nebo textově kritická metoda, se vyvinula z klasické filologie, aby zkoumala literární původ a redakci antických textů. Krom toho se dnes textologie zabývá nejen antikou, ale i texty jiných časových period včetně 20. století. Její snahou je rekonstruovat původní text a jeho změny. Jako samostatná věda se objevila v 19. století.
Úkolem textové kritiky je rekonstruovat podobu starověkých či středověkých textů. V případě sporných variant se snaží určit, která z podob je původní. Nezajímá se o výklad těchto textů, avšak poskytuje výsledky své práce dalším odvětvím, např. exegezi.
Plodem práce textové kritiky jsou tzv. kritická vydání jednotlivých textů. Mezi nejběžnější patří vydání Bible v původních jazycích s jednotlivými variantami, vydání starověkých klasiků, církevních Otců, středověkých autorů, zvl. teologů. V moderní době se pořizují též kritická vydání sebraných spisů důležitých autorů literárních.

## Předchůdci textové kritiky
Často se považuje za první dílo textové kritiky šestisloupcové vydání textu Starého zákona nazývané Hexapla, jehož autorem je představitel alexandrijské školy Órigenés († asi 253). Ve městě samém se vydávali též starověcí klasikové a tato vydání by se dala k textové kritice přirovnat, ačkoli samozřejmě nedosahují metodologických kvalit současnosti.
Během středověku byli starověcí klasikové vydávání v Byzanci. V těchto vydáních byly ošetřeny chybné varianty. Do tohoto období se řadí též úsilí židovských učenců rekonstruovat biblický text, kterážto práce vyústila ve zrod masoretského textu hebrejských Písem. Tato podoba textu byla pro studium starozákonních spisů normativní až do objevu kumránských svitků.

## Textově kritická metoda
V krátkosti lze popsat tuto metodu v následujících krocích:
- Shromáždí se rukopisy či tisky, které obsahují zkoumaný text. Ty se označují za svědky.
- Collatio (česky kolace, kolacionování): Existující svědkové se mezi sebou porovnají a zaznamenají se textové varianty (různočtení).
- Recensio: Varianty se analyzují se zřetelem na jejich vznik. Přitom se odpozorují:
  - chyby opisovače (zdvojené řádky nebo slova, vynechávky, záměna podobných písmen)
  - složitý text má tendenci se zjednodušovat
  - krátký text prodlužovat
  - neobvyklý text bývá nahrazen obvyklou formulací.
- Stemma: Z tohoto zkoumání se pak vytvoří tzv. strom rukopisů čili stemma, které odlišuje jednotlivé rukopisy mezi sebou a určuje jejich vzájemnou závislost.
- Tak se dosáhne předpokládaného původního textu.
  - Přitom se pohlíží na kvalitu rukopisů (examinatio),
  - na základě toho, jak editor zná historické reálie a užití jazyka v té které epoše (emendatio).
  - Editor může do textu slovo či frázi doplnit, ačkoli v žádném ze svědků tato varianta neexistuje (konjektura).
  - Důležitými kritérii pro vypracování původního vzoru jsou:
    - původní čtení, které nejlépe vysvětluje vznik ostatních textových variant (fylogeneze)
    - princip lectio difficilior, podle něhož je těžší čtení pravděpodobnější či lepší
    - čím starší je textový svědek, tím méně opisovačských chyb by v něm mělo být. Tyto staré rukopisy také zaznamenávají starší podobu textu, kdežto mladší rukopisy zachycují mladší podobu textu či text doplněný jiným opisovačem.

### Rozšiřující literatura
- de BIASI, Pierre-Marc. Textová genetika. Praha 2018, ISBN 978-80-88069-59-1.
- ČERVENKA, Miroslav. Textologické studie. Praha 2009, ISBN 978-80-85778-69-4.
- FLAIŠMAN, Jiří a M. Kosák. Editor a text. Úvod do praktické textologie. Praha 2006, ISBN 80-7185-653-3.
- FLAIŠMAN, Jiří a M. Kosák. Podoby textologie. Praha 2012, ISBN 978-80-85778-82-3.
- HAVEL, Rudolf a B. Štorek. Editor a text. Úvod do praktické textologie. Praha 1971.
- KOSÁK, Michal a J. Flaišman a kol. Editologie (Od náčrtu ke knize). Praha 2018, ISBN 978-80-88069-62-1.
- OTRUBA, Mojmír. Autor – text – dílo a jiné textologické studie. Praha 2018, ISBN 978-80-88069-25-6.
- ŠPIRIT, Michael. Textologie dnes. Příručka pro začínající editory. Praha 2020, ISBN 978-80-88069-90-4.
- TANSELLE G. Thomas. Principy textové kritiky. Praha 2012, ISBN 978-80-85778-86-1.
- VAŠÁK, Pavel. Metody určování autorství. Praha 1980.
- VAŠÁK, Pavel. Textologie a ediční praxe. Praha 1993, ISBN 80-7066-638-2.
- ROELLI, Philip. Handbook of Stemmatology: History, Methodology, Digital Approaches. Berlin/Boston 2020.